# Кастельсардо
Кастельса́рдо (итал. Castelsardo, сард. Casteddu Sardu) (с 1102 г. по 1520 г. — Кастельдженовезе, с 1520 г. по 1767 г. — Кастельарагонезе) — коммуна в Италии, располагается в регионе Сардиния, подчиняется административному центру Сассари.
Население составляет 5651 человек (на 01.01.2022 г.), плотность населения — 130,39 чел./км². Занимает площадь 43,34 км².
Покровителем населённого пункта считается Святой Антоний Великий (итал. S. Antonio abate). Престольный праздник ежегодно празднуется 17 января.
Кастельсардо расположен в центре побережья залива Азинара на севере острова Сардиния, вследствие чего посёлок обладает великолепным видом на всю береговую линию залива, включая Корсику, но подвержен сильным ветрам. В окрестностях Кастельсардо скалистые берега чередуются с маленькими бухточками, а также имеется длинный песчаный пляж «Лу Банью».

## История
Географическое положение и наличие естественных гаваней способствовало заселению этих мест древними людьми. Здесь обнаружены многочисленные поселения донурагической и нурагической (с XVII века до н. э. до II века до н. э.) эпох. «Домус-де-Джанас» (с сардинского — «дом фей») — это гробница из нескольких камер, вырубленная в скале, датируемая IV-III тысячелетием до н. э. 

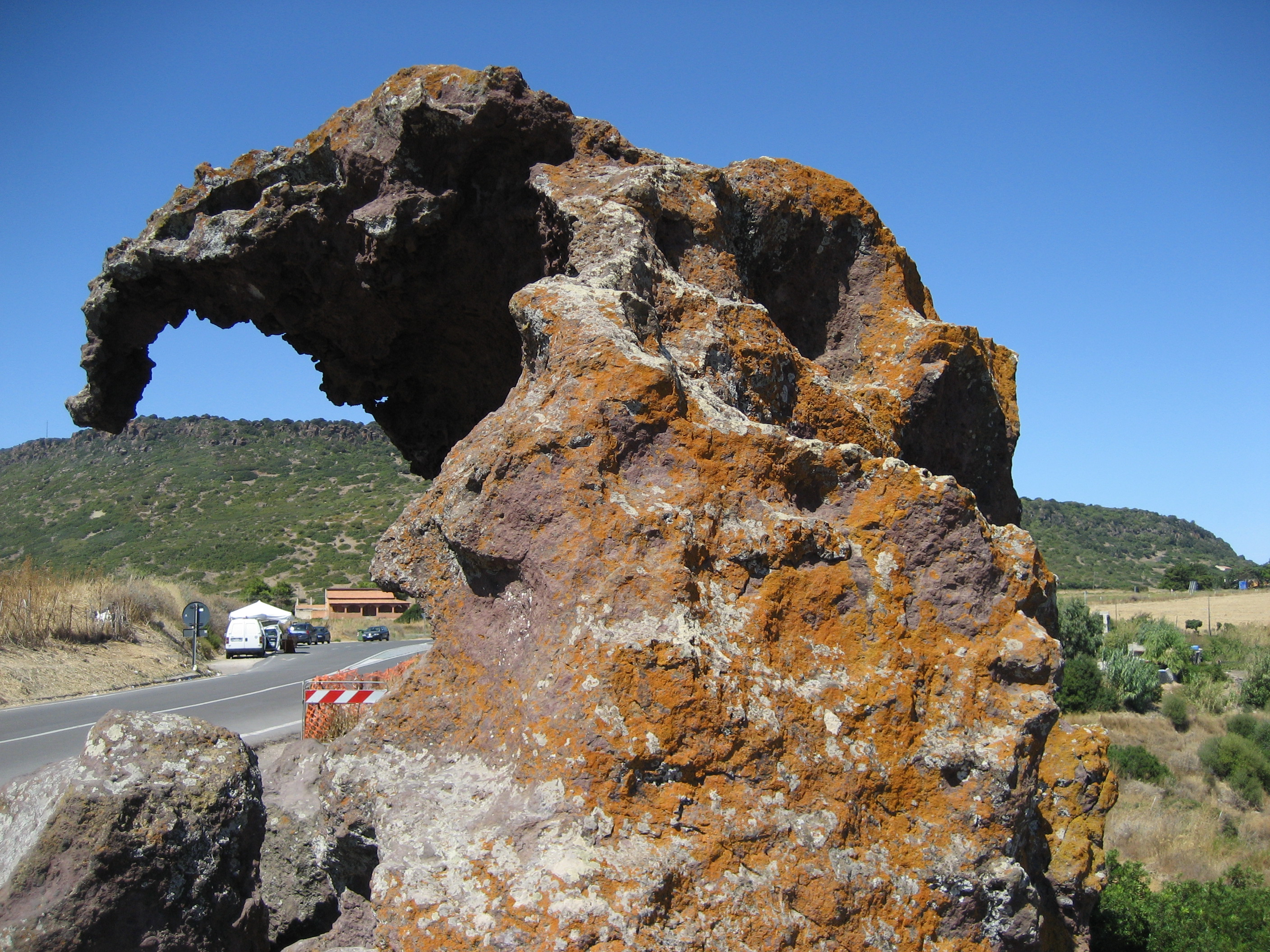
«Слон-камень»

Примером «домус де джанас» в окрестностях Кастельсардо является «Слон-камень». Нураги — мегалитические башни в форме усечённого конуса, сложенные из камней сухой кладкой. Их строили с конца II тыс. до н. э. и до захвата Сардинии римлянами в 238 году до н. э. Назначение их неизвестно — они могли служить укреплениями, храмами, жилищами или сочетать данные функции. Нураги часто располагаются в стратегически важных местах — на вершине холма с панорамным обзором. Кроме нурага Паддайю в окрестностях Кастельсардо имеются и другие: Л’Ени, Ли Колти, Ло Спигиа. Работа по учёту нурагов ещё не закончена, так как некоторые из них плохо сохранились или находятся в труднодоступных местах.
Следов карфагенян, которые завоевали Сардинию в VI веке до н. э. и потеряли её в 238 году до н. э. в результате Первой пунической войны, в данной местности почти не осталось. Осязаемы, однако, следы, оставленные римлянами . Провинция Англона, центром которой являлся Кастельсардо, снабжала Империю сельскохозяйственной продукцией. В бухтах вокруг Кастельсардо римляне организовали пункты сбора и погрузки товаров. Впервые была создана дорожная сеть, следы которой сохранились до наших дней. На месте современной марины существовали поселение и порт римлян, носящий имя «Fritum Janii», отчего и произошло название марины, впадающей в море речки и холма над ними — Фриджано. Этот порт обслуживал коммерческие нужды городка Тибула, состоявшего, вероятно, из нескольких поселений, местонахождение которого точно не установлено.
С падением Римской империи территорией владели вандалы, затем — Византийская империя. С возникновением необходимости защиты от набегов пиратов-мусульман в VIII веке и ослаблением Византии власть на Сардинии постепенно переходит к четырём независимым феодальным государствам — юдикатам . Кастельсардо вошёл в состав юдиката Торреса, столицей которого был сначала Торрес, затем — Ардара, и наконец — Сассари. Юдексы Торреса способствовали тому, что многие земли постепенно отошли католической церкви и различным монашеским орденам. В нескольких километрах от Кастельсардо в деревне Тергу был основан важнейший бенедиктинский монастырь, на месте которого сейчас ведутся археологические раскопки. А на холме Фриджано существовал, вероятно, монастырь отшельников-антонианцев, вокруг которого объединялись окрестные сельские жители. С XI века начинается сначала коммерческое, а затем и политическое присутствие на Сардинии двух конкурирующих морских республик: Пизанской и Генуэзской, которым и отошла большая часть земель распавшегося в 1259 году юдиката Торреса.

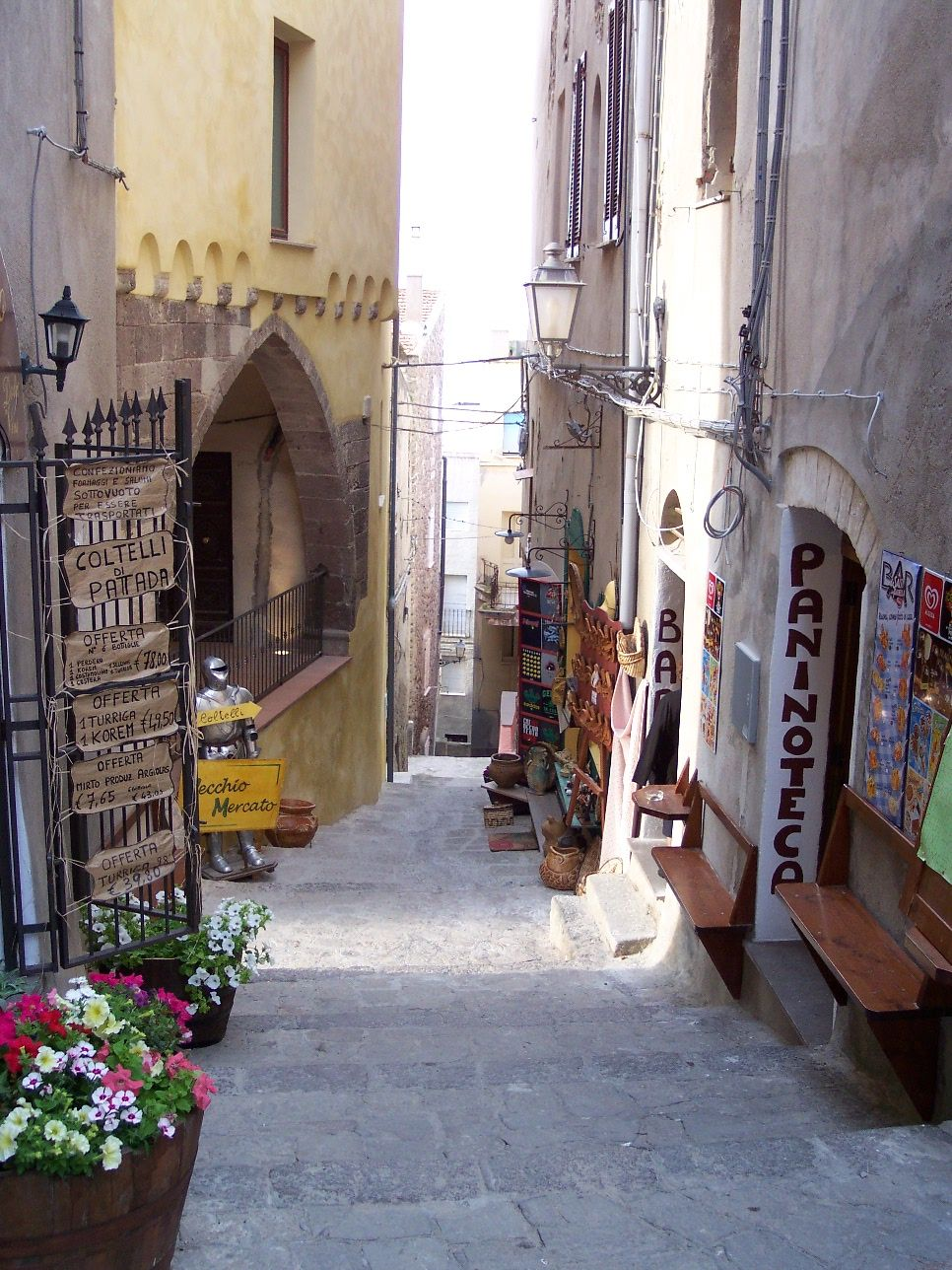
Улочка в крепости

Около 1102 года генуэзская семья Дориа построила на скалистом мысу замок, названный Кастельдженовезе, из которого был виден весь северный берег острова Сардиния, что давало им стратегическое преимущество в эпоху морских битв между генуэзцами и пизанцами. 1102 год считается официальной датой возникновения замка, несмотря на то, что исторические исследования с большей вероятностью указывают на 1270 год, эпоху массового строительства феодальных замков на севере Сардинии. Окрестные жители постепенно переселялись на внутреннюю, противоположную морю, часть холма, где имелись своя гавань и многочисленные ёмкости для хранения воды. Так родился посёлок в таком виде, в каком он существует и поныне, несмотря на начавшуюся с 1950 года урбанизацию.
Замок служил резиденцией семьи Дориа на Сардинии во время различных войн за обладание островом, приведших к истощению всех ресурсов. За обладание замком с Дориа борются представители другой знатной семьи — Маласпина. В 1297 году папа Бонифаций VIII провозглашает создание королевства Сардиния и Корсика и жалует его королю арагонскому . Но только в 1323 году король арагонский Джакомо II собирает достаточно сил, чтобы начать завоевание Сардинии, которое длилось 125 лет и закончилось захватом Кастельдженовезе — последнего оплота Дориа.
Галеотто Дориа в 1335 году издаёт «Статуты Кастельдженовезе» — свод законов, регулирующий все сферы жизни общества. До наших дней дошли его отдельные фрагменты. B 1353 году Маттео Дориа по условиям перемирия сдаёт замок арагонцам, но уже в 1357 году его возвращает себе Бранкалеоне Дориа, который впоследствии женится на Элеоноре Арборейской, последней правительнице последнего независимого юдиката — Арбореи, жившей в Кастельдженовезе многие годы. Элеонора стала национальной героиней, потому что вела успешные войны с арагонскими захватчиками и одержала немало побед. Она ввела в действие «Карта де логу» — свод законов своего государства на сардинском языке, содержащий нормы уголовного, гражданского, сельскохозяйственного права и процессуальные меры, который действовал при всех при всех последующих правителях Сардинии до 1827 года.

В 1448 году после десятилетней осады арагонцам удаётся захватить Кастельдженовезе — последний неподвластный им город. Новые владельцы в 1520 году (дата неточна) переименовывают населённый пункт в Кастельарагонезе. Вместе с другими шестью городами Сардинии он получает статус «città regia», то есть город, непосредственно подчиняющийся королю, и обладающий большей автономией, чем город, пожалованный во владение феодалу. 

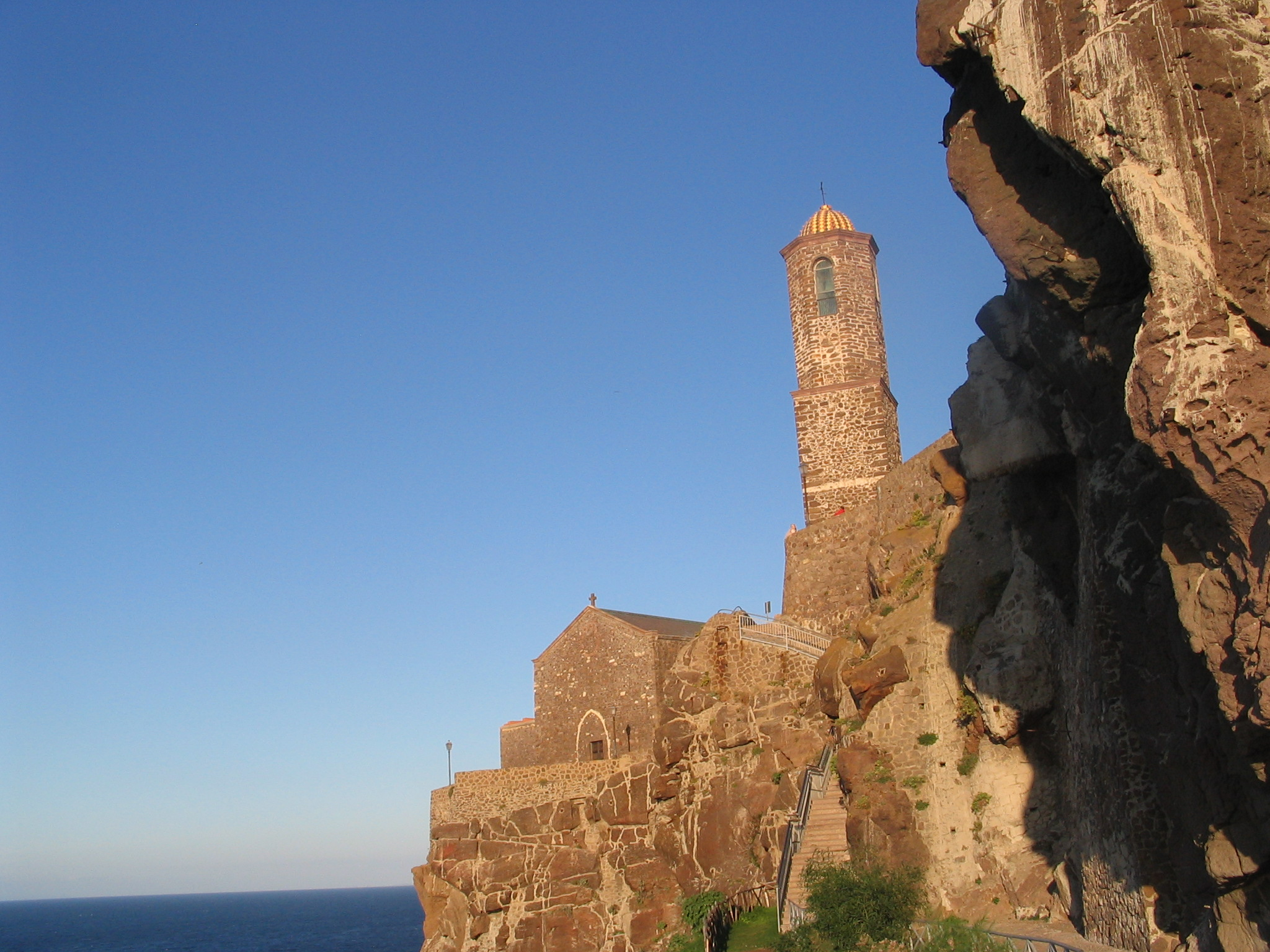
Собор св. Антония

 Кастельарагонезе стал центром епархии в 1503 году, с 1586 года началось строительство собора. В 1527 году адмирал Андреа Дориа пытается отвоевать крепость атакой с моря. Внезапный сильный ветер, не позволяющий применить флот, помогает жителям Кастельарагонезе отразить нападение. В память об этой легендарной битве в стену монастыря рядом с церковью Санта-Мария-делле-Грацие вмуровано пушечное ядро, выстреленное с кораблей Дориа. Во II половине XVI века город страдает от эпидемии чумы и нападений турецких кораблей. Крепостные стены, позволившие жителям отразить атаки турок, в 1625 году перестраиваются и приобретают свой нынешний облик. Сооружается второй вход в крепость — со стороны моря.
В 1720 году Кастельарагонезе переходит под власть савойской династии . Начинается период экономического расцвета; строятся школы, открывается почта, сооружается дорога до Сассари. Повелением короля Пьемонта и Сардинии Карла Эммануила III в 1767 году город был переименован в Кастельсардо.
В первой половине 19 века Кастельсардо начинает приходить в упадок: его зажимают со всех сторон территории алчных землевладельцев, почти не оставляя участков для земледелия; культурная и общественная жизнь, единственная альтернатива сельскому хозяйству, постепенно беднеет с закрытием семинарии, монастырей и епископской кафедры. Эпидемия чумы в конце века довершает обеднение посёлка. Начинается самый тяжёлый период в его истории. Молодежь покидает Кастельсардо.
Преодолеть отсталость удалось только после Второй мировой войны благодаря возвращению эмигрантов в родные края и финансовым вложениям в турбизнес со стороны правительства. В настоящее время осуществляется модернизация инфраструктуры для нужд организованного и культурного туризма, а также запуск культурных программ.

## Демография
Численность населения

## Язык

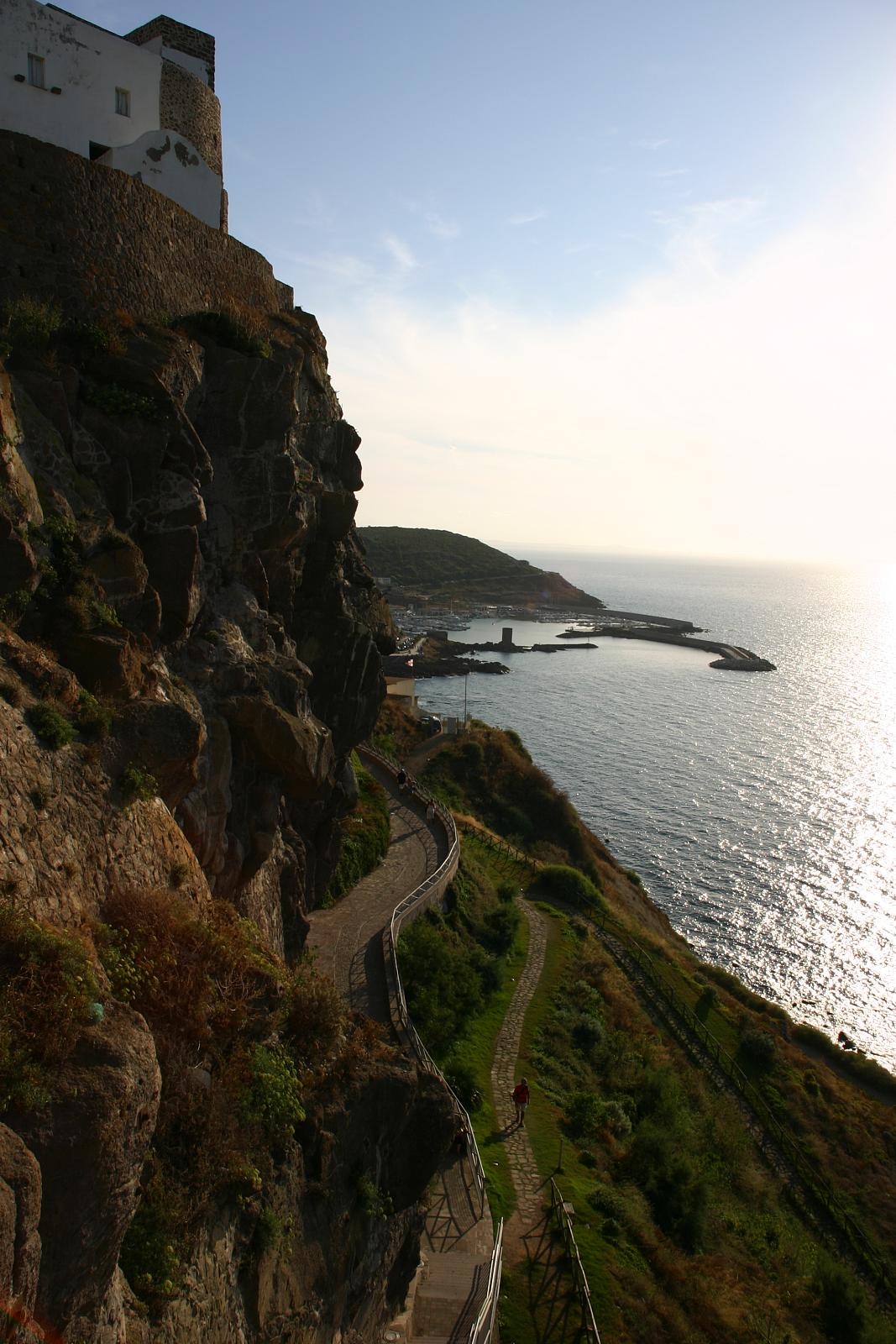
Вид на скалу с замком со стороны моря

Кастельсардо находится в зоне, простирающейся до населённых пунктов Тергу, Седини и Валледория, где распространено наречие, представляющее собой смешение субстрата древнего логудорского диалекта сардинского языка с пизанским, каталанским и кастильским говорами, подвергшееся генуэзскому влиянию в период господства семей Маласпина и Дориа. В течение прошедшего века диалект итальянизировался, приобрёл типично сассарские черты, оставаясь при этом отличным от диалектов соседних районов. Он находится в так называемой «серой зоне» перехода между сассарским и логудорским диалектами, обладая значительным лексическим и фонетическим своеобразием вследствие того, что Кастельсардо являлся в прошлом значительным торговым центром.

## Гастрономия
Среди 58 ресторанов Кастельсардо, работающих круглый год, отличной оценки заслуживают, как минимум, 5-6 ресторанов, расположенных в центре и на побережье. Традиционными являются все рыбные блюда, особенно лангусты по-кастельсардски (под соусом из икры лангуста), омары, барабули, солнечники, морские ежи и другие морепродукты.

## Экономика
Современная экономика основывается, главным образом, на туризме, строительстве и рыболовстве. В сфере торговли выделяются магазины народных промыслов.
Количество работающих в Сассари предприятий:
| Год  | Сельское хозяйство и рыболовство | Промышленность | Строительство | Торговля | Гостиницы и рестораны | Транспорт и связь | Сфера услуг | Прочие | Итого |
| ---- | -------------------------------- | -------------- | ------------- | -------- | --------------------- | ----------------- | ----------- | ------ | ----- |
| 2010 | 57                               | 33             | 154           | 157      | 83                    | 18                | 54          | 1      | 557   |
| 2006 | 63                               | 50             | 121           | 161      | 65                    | 17                | 50          | 1      | 528   |

## События
Самое известное мероприятие в Кастельсардо — это шествие «Луниссанти», уникальная народная традиция, уходящая корнями в Средневековье. Оно проходит в Великий понедельник, на следующий день после Вербного воскресенья. Церемония начинается на рассвете с мессы, которую служат в церкви Санта-Мария-делле-Грацие в старом городе. Затем участники мероприятия, одетые в белые балахоны, подпоясанные верёвкой, и белые колпаки с прорезями для глаз, отправляются в путь. Шествие, в котором несут изображения орудий страстей Христовых: столб, терновый венец, копьё, губку, чашу, крест и др., перемежается тремя хорами, исполняющими на четыре голоса песнопения догригорианского происхождения. В каждом хоре — по четыре певца и пятый — тот, кто несёт символ хора. Духовенство в процессии не участвует. Шествие направляется к средневековой церкви Богоматери в Тергу и за несколько часов проходит около десяти километров, останавливаясь, чтобы исполнить очередной куплет. По прибытии в Тергу служится месса, а затем участники шествия, к которым присоединяются местные жители, устраивают праздничный обед на траве вокруг бывшего монастыря. Одновременно отмечается и праздник прихода весны, совмещение которого с трагичными и торжественными представлениями Страстей вообще-то встречается крайне редко. К вечеру Луниссанти отправляются в обратный путь и возвращаются в Кастельсардо уже после захода солнца. Это — самая торжественная часть праздника. Освещение в старом городе выключается, и участники процессии с пением проходят по узким средневековым улочкам при свете факелов на стенах и свечей, завёрнутых в белые конусы, в руках участников. Шествие возвращается туда же, где началось, в церковь Санта-Мария-делле-Грацие, и завершается общегородским празднованием. Для Кастельсардо и его жителей этот праздник олицетворяет национальную культуру и символизирует верность родной земле с её традициями.
Другие традиционные мероприятия: престольный праздник 17 января, морская процессия с «Мадонной рыбаков» 15 августа, праздник Святого Иоанна 24 июня, происходящий от языческих ритуалов начала лета, когда парни с девушками парами прыгали через костёр, — в настоящее время практически не отмечаются.
В последнее десятилетие в Кастельсардо на центральной площади стали проводиться большие рождественские и новогодние концерты с участием известных артистов. Стал традиционным фестиваль «Музыка в пасхальный понедельник», который проходит на лугу под стенами замка со стороны моря, и в котором участвуют джазовые и поп-музыканты. В сентябре вручается премия «Кораблик Сардинии», которая представляет собой серебряную репродукцию бронзовой фигурки нурагической эпохи, выполненную ювелиром из Кальяри Б. Бусонера, и присуждается за прославление острова Сардиния в мире.

## Достопримечательности
- «Слон-камень» назван так из-за характерной формы, приобретённой вследствие воздействия атмосферных явлений, расположен на обочине шоссе Кастельсардо-Седини. Он интересен как своим внешним видом, так и внутренним строением. Внутри него проделаны ходы и небольшие камеры, стены которых украшены стилизованными изображениями бычьих голов. Подобные изображения являются традиционными для древнесардинских памятников.
- Остатки мегалитической стены донурагической эпохи на горе Оссони.
- Нураг Паддайю расположен на холме рядом с шоссе Кастельсардо-Валледория, внутри состоит из кольцевого коридора и центрального помещения со сферическим сводом.

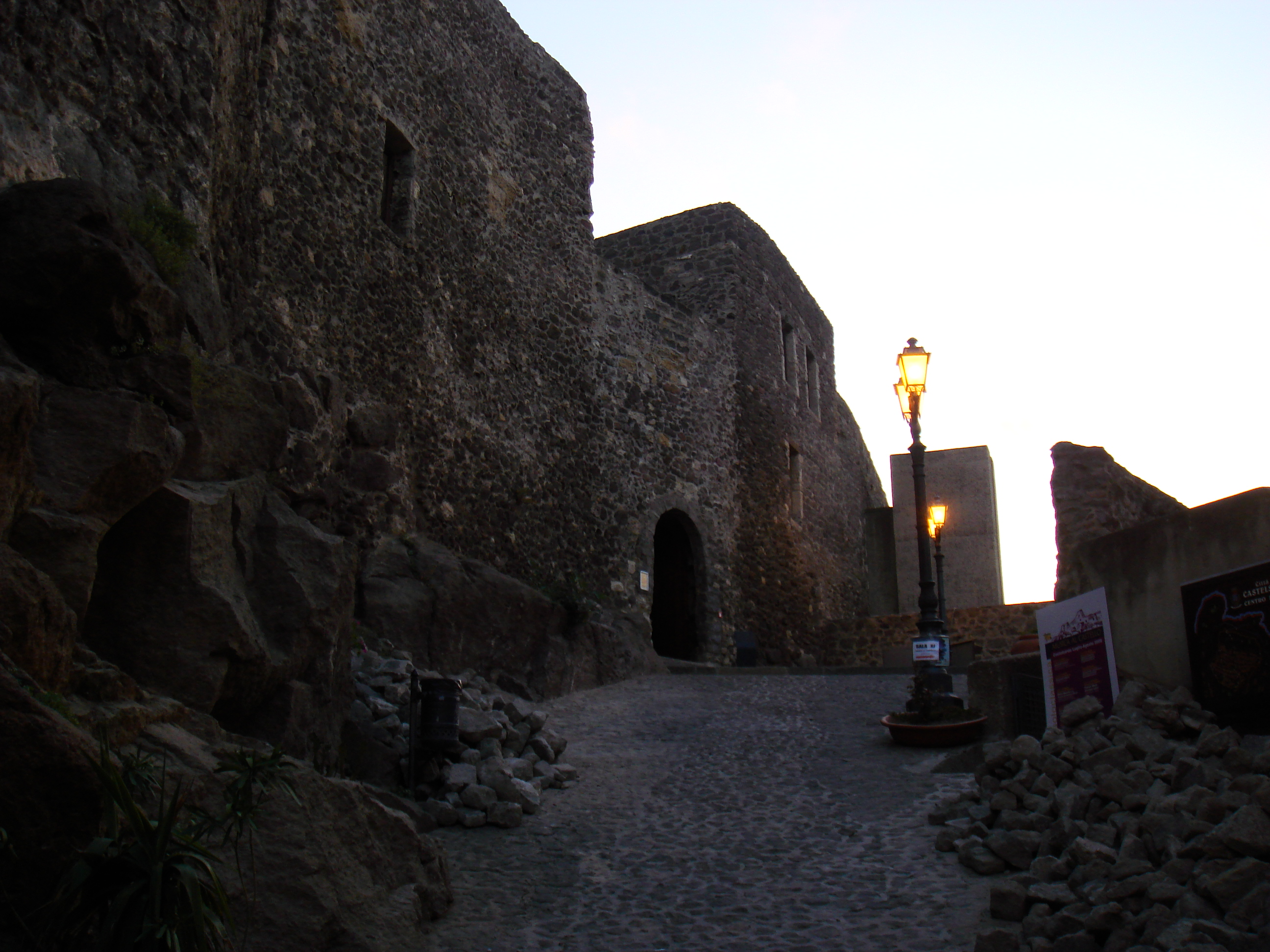
Замок семьи Дориа

- Замок семьи Дориа Замок семьи Дориа, заложенный в 1102 году, в котором находится музей средиземноморского плетения[4].
- Собор Святого Антония Великого, заложенный в конце XVI века повелением епископа Джованни Санна на месте церкви с тем же названием, освящённый в 1622 году. Здание, в котором сочетаются черты ренессанса и каталанской готики, расположено в историческом центре на отвесной скале над морем. Колокольня в виде башни увенчана куполом из разноцветной майолики. Здание в плане представляет собой латинский крест, с одним нефом, боковыми капеллами и трансептом. Пресвитерий приподнят и отделён мраморной балюстрадой. На главном алтаре, изготовленном из мрамора в 1810 году, находится алтарная картина XV века «Мадонна с младенцем на троне» — самая известная работа художника, известного как «Мастер из Кастельсардо». Другая его картина — «Архангел Михаил» — находится в музее церковного искусства, размещённом в крипте собора. Заслуживают внимания также некоторые деревянные алтари боковых капелл и орган XVIII века.
- Церковь XIV века Санта-Мария-делле-Грацие расположена вплотную к соседним зданиям, поэтому фасада у неё нет, а вход находится на правой стене, украшенной четырьмя каменными арками. В интерьере — главный алтарь в неоклассическом стиле, по бокам от него — две ниши со статуями святых. В церкви хранится одно из самых древних распятий на Сардинии, известное как «Чёрный Христос» вследствие цвета, приобретённого с веками можжевеловым деревом. Распятие датируется XIII веком и считается чудотворным.
- Дворец Дориа, построенный в 1435 году Николо, последним владельцем замка из рода Дориа.
- Дворец «Лоджиа» — здание администрации с 1111 года (дата написана на сигнальном колоколе).
- Дворец Элеоноры Арборейской, где расположен офис мэра и проводятся видеоэкскурсии по городу.
- Резиденция епископа находится в этом здании, построенном в 1500 году, с момента переноса центра епархии в Кастельсардо в 1503 году. В старинных залах, открытых для посещения, сохранилась оригинальная обстановка, включая библиотеку с изданиями той эпохи.

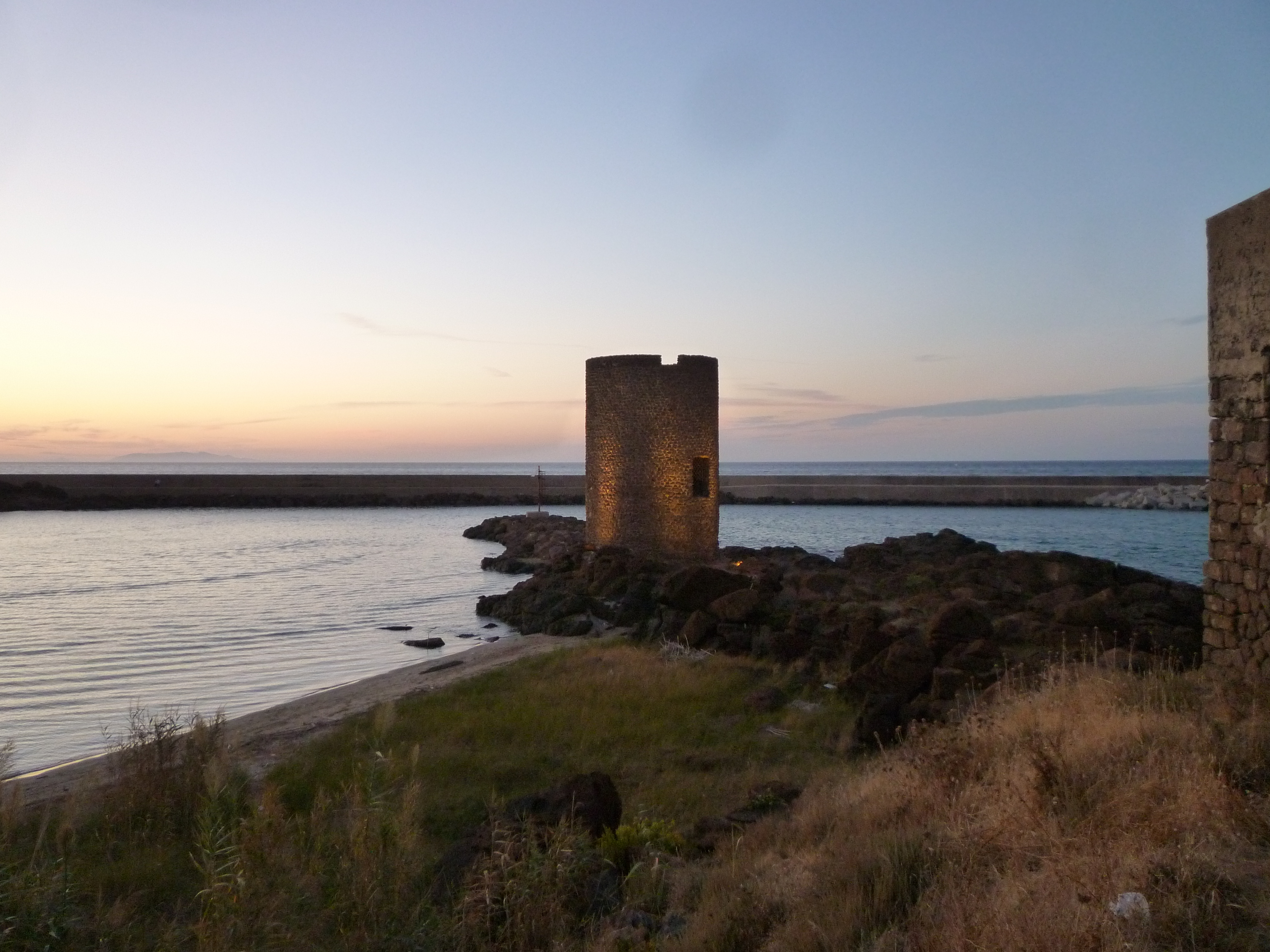
Сторожевая башня Фриджано

- Сторожевая башня Фриджано Башня Фриджано расположена на входе в марину. Эта строжевая башня высотой 13 метров была сооружена испанцами во второй половине XVI века для защиты побережья от нападений турок-османов. Является одним из символов города.
- Бывший бенедиктинский монастырь.
- Здание исторического архива.
- Крепостная стена со стороны моря с проходом для часовых.
- Подъёмный мост и Пизанские ворота, один из двух входов в старый город.

## Инфраструктура

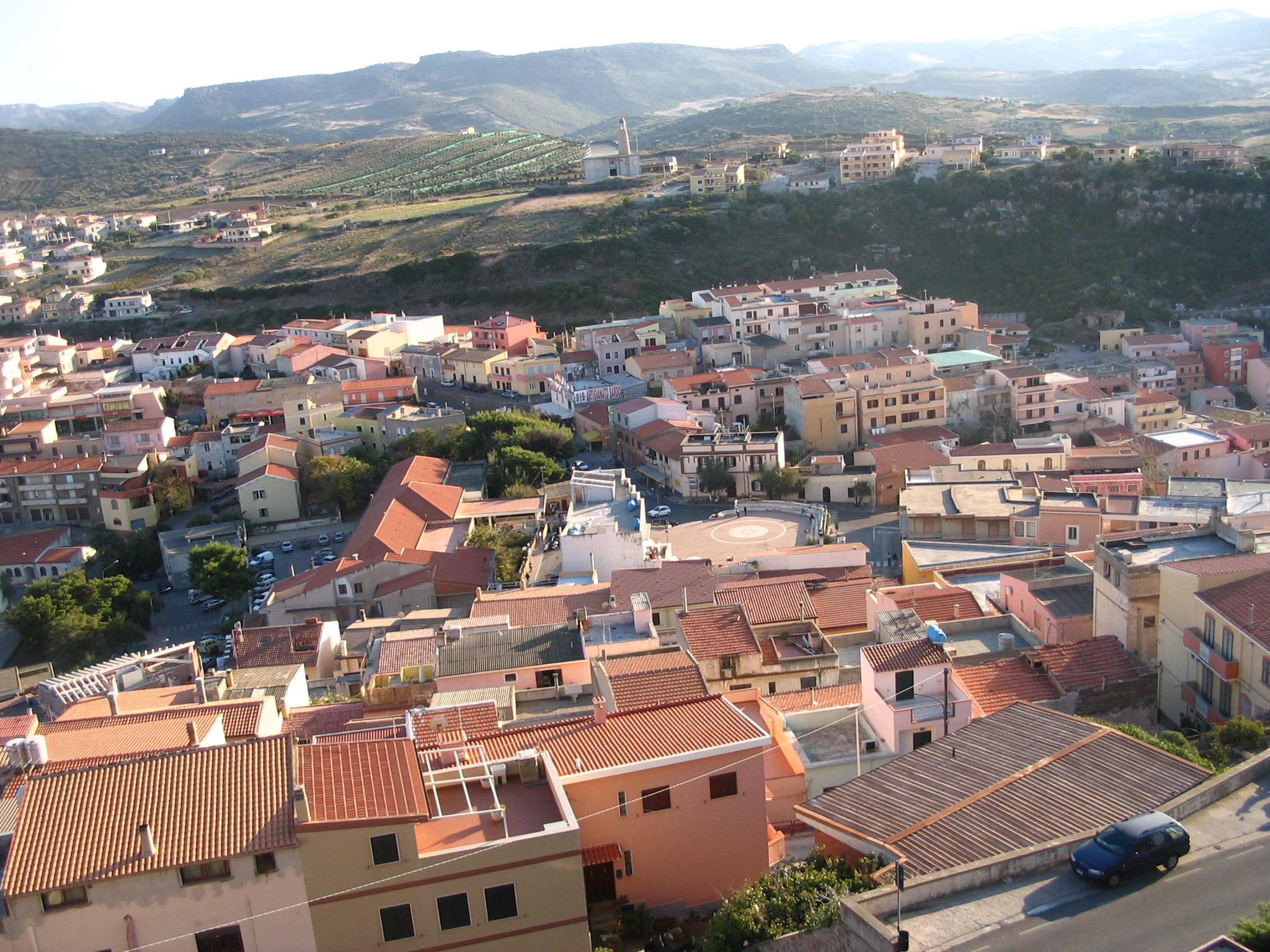
Панорама города

В Кастельсардо имеются музеи, архивы, библиотеки, поликлиника, центр психического здоровья, ветеринарный центр, детские сады, школа. Ведётся строительство открытого амфитеатра, театра, центр исследования культуры средиземноморья. Есть стадион с крытыми трибунами и футбольным полем с естественным покрытием, поля для баскетбола, футзала, волейбола, теннисные корты.

## Культура
Город является участником различных национальных и международных программ, таких как «Красивейшие города Италии», «Деревня земная», «Постоянная конференция исторических городов Средиземноморья», в рамках которых проводятся благотворительные мероприятия, фестивали, концерты. Ежегодно проходит выставка «Книги в замке». Действуют курсы по подготовке специалистов в области туризма и хлебопечения. Администрация коммуны организует доставку жителей на театральные спектакли в Сассари. В Кастельсардо живёт поэт, пишущий на сардинском языке, Джузеппе Тиротто, который часто проводит презентации своих произведений или поэтические чтения. В Кастельсардо базируется одно из последних церковных братств в Европе — Братство Святого Креста, которое существует с XVI века и организует шествие «Луниссанти», передавая из поколения в поколение песнопения и технику их исполнения.

## Транспорт

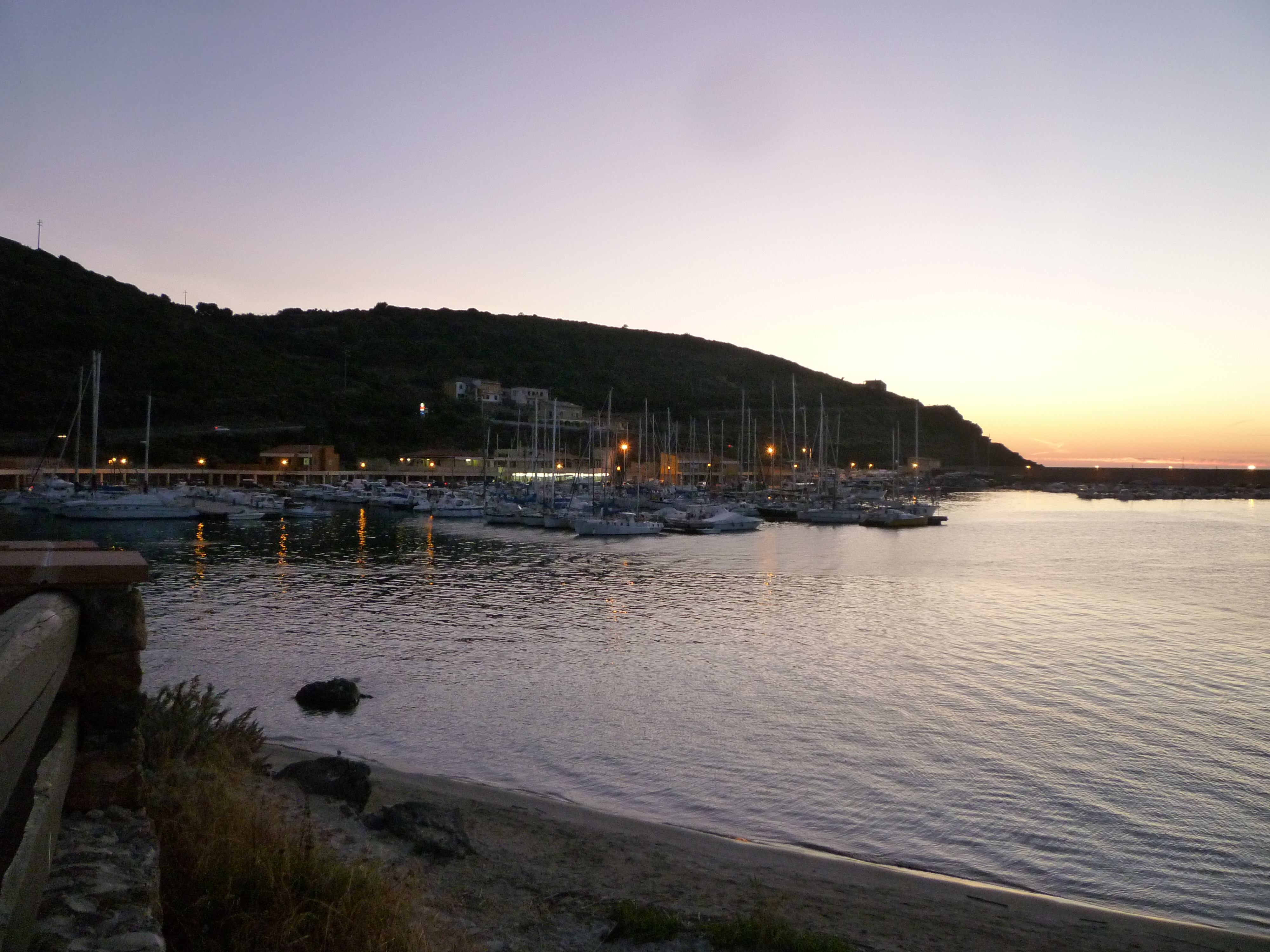
Марина

Ближайшие аэропорты — «Фертилия» г. Альгеро — 50 км, «Коста Смеральда» г. Ольбия — 100 км.
Кастельсардо расположен на 34-м километре шоссе ss200, связывающего Сассари с Санта-Тереза-Галлура. Коммуна имеет собственный автобусный маршрут, проходящий по этому шоссе от границы с коммуной Сорзо до границы с коммуной Валледория. Рейсовые автобусы предприятия ARST связывают Кастельсардо с центром провинции Сассари и с соседними коммунами.
В Кастельсардо имеется марина (яхтенный порт) на 700 лодочных мест, с топливной, водной и электрической заправками, баром, магазином, мастерскими. Ближайшие пассажирские и торговые порты — Порто-Торрес — 30 км, Ольбия — 90 км, Гольфо-Аранчи — 100 км.

## Администрация
Мэр — Антонио Мария Капула с 19 июня 2019 года.